# Tèssal (fill d'Hèracles)
|  | No s'ha de confondre amb Tèssal. |

Tèssal (en grec antic: Θεσσαλός) va ser, segons la mitologia grega, un heroi fill d'Hèracles i de Calcíope (o potser d'Astíoque, i si era així, seria germà de Tlepòlem).
Aquest heroi, mencionat al «Catàleg de les naus», on els seus dos fills Fidip i Àntif dirigeixen un contingent de guerrers «de Níssiros, Càrpatos, Casos, Cos i les Illes Calidnes». era rei de l'illa de Cos i va enviar els seus fills, a la guerra de Troia. Els dos nois, quan va caure la ciutat de Troia, es van establir al país que van anomenar Tessàlia en honor del seu pare. Estrabó explica diverses tradicions sobre l'origen de Tessàlia, i una d'elles diu que va ser colonitzada per «conqueridors estrangers que venien d'Èfira, a Tespròcia, descendents d'Àntif i Fidip».

## Refrències
1. ↑  Biblioteca d'Apol·lodor, II, 7, 8
2. ↑  Homer. Ilíada, II, 670 i següents
3. ↑  Gai Juli Higí, Faules, 97
4. ↑  Estrabó. Geografia, IX, 5, 23
5. ↑  Grimal, Pierre. Diccionari de mitologia grega i romana.  Barcelona: edicions de 1984, 2008, p. 520. ISBN 9788496061972.